# Medaglia per il giubileo dei 40 anni della vittoria della grande guerra patriottica del 1941-1945
La medaglia per il giubileo dei 40 anni della vittoria della grande guerra patriottica del 1941-1945 è stata un premio statale dell'Unione Sovietica.

## Storia
La medaglia è stata istituita il 12 aprile 1985.

## Assegnazione
La medaglia veniva assegnata a tutti i membri del personale militare e civile che avesse preso parte alla seconda guerra mondiale o che avesse ricevuto la medaglia per la vittoria sulla Germania nella grande guerra patriottica 1941-1945 oppure la medaglia per la vittoria sul Giappone oppure la medaglia al merito del lavoro durante la grande guerra patriottica del 1941-1945.

## Insegne
- La  medaglia era di ottone. Il dritto raffigurava fuochi d'artificio su entrambi i lati del Cremlino, all'interno del contorno vi era una grande stella a cinque punte in posizione leggermente decentrata sulla destra, i punti più bassi della stella erano sovrapposti all'immagine in rilievo di rami di alloro lungo la metà inferiore della medaglia; sovrapposta alla stella vi era l'immagine sollievo di un soldato con un mitra con il suo braccio destro in aria, alla sua destra, una lavoratrice e alla sua sinistra, un agricoltore collettivo. Nella parte superiore, su entrambi i lati della torre sovrapposte al contorno della stella, ivi erano le date "1945" e "1985". Sul rovescio, lungo la circonferenza superiore vi era la scritta "PARTECIPANTE ALLA GUERRA" (Russo: «УЧАСТНИКУ ВОЙНЫ») oppure "PARTECIPANTE AL LAVORO VALENTE" (Russo: «УЧАСТНИКУ ТРУДОВОГО ФРОНТА), al centro vi era la scritta su sette righe "QUARANTA ANNI DELLA VITTORIA NELLA GRANDE GUERRA PATRIOTTICA DEL 1941-1945" (Russo: «40 лет Победы в Великой Отечественной войне 1941—1945 гг.»).
- Il  nastro era per metà uguale al nastro dell'Ordine di San Giorgio e per metà rosso; i bordi erano entrambi verdi.